# NGC 375
NGC 375 est une galaxie elliptique située dans la constellation des Poissons. NGC 375 a été découverte par l'astronome irlandais Lawrence Parsons en 1874.

## Caractéristiques
Sa vitesse par rapport au fond diffus cosmologique est de 5 557 ± 29 km/s, ce qui correspond à une distance de Hubble de 82,0 ± 5,8 Mpc (∼267 millions d'al)
À ce jour, une mesure non basée sur le décalage vers le rouge (redshift) donne une distance d'environ 89,100 Mpc (∼291 millions d'al). Cette valeur est tout juste à l'extérieur des valeurs de la distance de Hubble.

## Arp 331

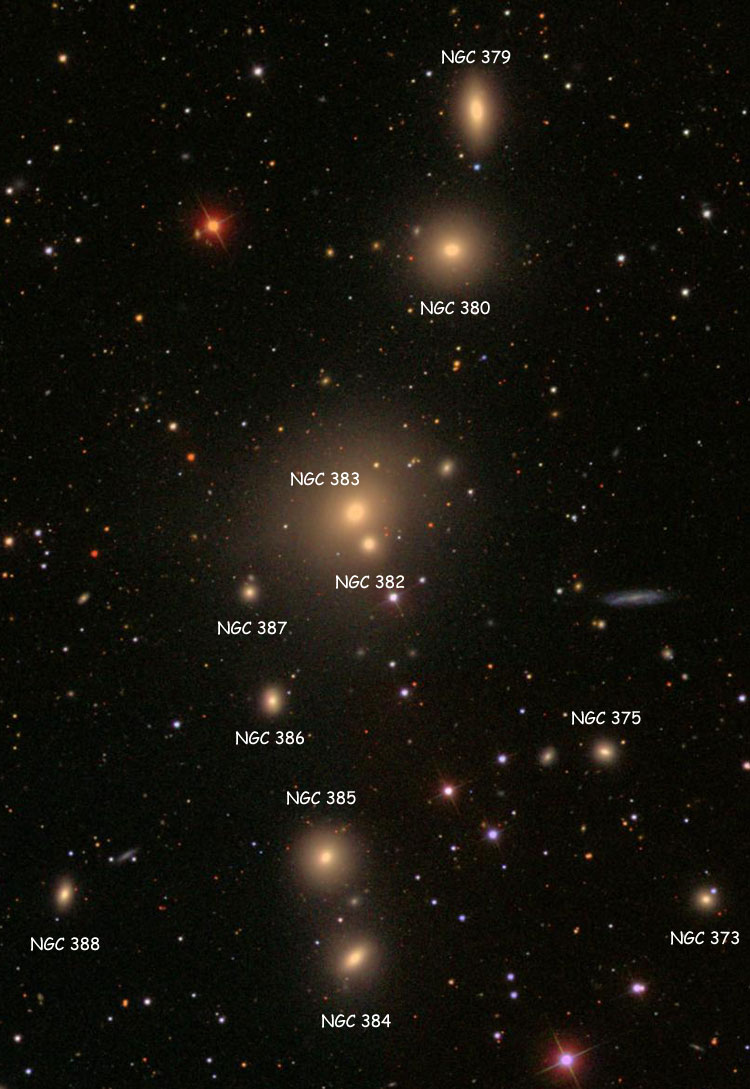
La chaine de galaxies Arp 331. (SDSS)

NGC 375 avec les galaxies NGC 379, NGC 380, NGC 382, NGC 383, NGC 384, NGC 385, NGC 386, NGC 387 et NGC 388 ont été inscrites dans l'atlas Arp sous la cote Arp 331. L'Atlas Arp cite Arp 331 comme un exemple d'une chaine de galaxies. Puisque NGC 375 est à environ 80,2 Mpc (∼262 millions d'al) et NGC 384 à environ 58,0 Mpc (∼189 millions d'al) de nous, certaines des galaxies d'Arp 331 sont très éloignées entre elles. Les galaxies de cette chaine n'appartiennent donc pas toutes à un groupe de galaxies. Plusieurs d'entre elles appartiennent cependant au groupe de NGC 452, la plus grosse galaxie d'un groupe de plus ou moins 14 membres.